# Liste des évêques de Warri
Cette liste des évêques de Warri présente les évêques du diocèse de Warri (Dioecesis Varriensis) au Nigéria.
Le diocèse de Warri au Nigéria est créé le 10 mars 1964, par détachement de celui de Benin City.

## Évêques
- 10 mars 1964-10 septembre 1983 : Lucas Nwaezeapu (Lucas Olu Chukwuka Nwaezeapu)
  - 20 novembre 1975-10 septembre 1983 : Edmund Fitzgibbon (Edmund Joseph Fitzgibbon), administrateur apostolique.
- 10 septembre 1983-31 août 1991 : siège vacant
  - 10 septembre 1983-31 août 1991 : Edmund Fitzgibbon (Edmund Joseph Fitzgibbon), toujours administrateur apostolique.
- 31 août 1991-3 mars 1997 : Edmund Fitzgibbon (Edmund Joseph Fitzgibbon), devenu évêque.
- 3 mars 1997-24 décembre 2007 : Richard Burke (Richard Anthony Burke), devient archevêque de Benin City.
- 24 décembre 2007-29 mars 2010 : siège vacant
- 29 mars 2010-18 avril 2022 : John Afareha (John ’Oke Afareha)
  - Depuis le 18 avril 2022 : Augustine Obiora Akubeze administrateur apostolique.
- Depuis le 28 décembre 2022 : Anthony Ovayero Ewherido

## Sources
- L'Annuaire pontifical, sur le site http://www.catholic-hierarchy.org, à la page